# 기남문화재연구원
기남문화재연구원은 문화유적에 대한 조사 연구를 활성화하여 이를 통해 한민족의 정통성을 확립하기 위하여 2015년 6월 2일 설립된 문화체육관광부 소관의 재단법인으로 (재)기호문화재연구원의 재직자들을 기반으로 개원하였다.

## 주요 사업
- 전통문화유산에 관한 학술조사
- 문화유적 분포지도 발간, 지표조사, 발굴조사 등의 학술사업
- 문화유산을 토대로 한 문화콘텐츠 개발 교육사업